# Marcowe zmarznięte kwiaty
Marcowe zmarznięte kwiaty (fra. Friodes fleurs d'avril, alb. Lulet e ftohta të marsit) –  powieść albańskiego pisarza Ismaila Kadare. Po raz pierwszy została wydana w roku 2000, w albańskim wydawnictwie Onufri i w tym samym roku w paryskim wydawnictwie Fayard. Powieść nie była tłumaczona na język polski.

## Fabuła
Dwudziestokilkuletni artysta Mark Gurabardhi mieszka wraz ze swoją dziewczyną w małym albańskim miasteczku. Trafił tam w czasach reżimu komunistycznego,. Po upadku komunizmu artysta nadal nie może zaznać spokoju, a do małej miejscowości powracają dawne rodzinne waśnie i zapomniane dawno przesądy.
Marcowe zmarznięte kwiaty to pierwsza powieść Ismaila Kadare, która nawiązuje bezpośrednio do tragicznych dla Albanii wydarzeń, rozgrywających się wiosną 1997 roku.

## Wybrane tłumaczenia powieści
- 2000: Friodes fleurs d'avril (franc.), tł. Jusuf Vrioni, wyd. Paryż
- 2002: Spring Flowers, Spring Frost (ang.), tłum. David Bello, wyd. Londyn
- 2003: Aprils frusna blommor (szw.), tłum. Dagmar Olsson, wyd. Sztokholm
- 2005: Freddi fiori d'aprile (włos.), tłum. Francesco Bruno, wyd. Mediolan
- 2006: Ziedona pukes, ziedona sals (lit.), tłum. Līga Kalniņa, wyd. Wilno
- 2014: Vasantattile pūkkaḷ, vasantattile śaityaṃ (drawid.), tłum. Prabha Sakkar̲iyas, wyd. Indie